# Терендез
Терендез (Трндез; арм. Տրնդեզ) — армянский традиционный праздник в честь Сретения Господня (Тъярнэндарач), отмечается 13 февраля.
Праздник начинается вечером, когда жгут костры, и часто считается приуроченным к 14 февраля (когда армянская церковь празднует Сретение).

## Описание
Терендез своими народными гуляньями напоминает русскую Масленицу и День святого Валентина, поскольку главные действующие лица праздника — это молодые супружеские пары и просто влюблённые друг в друга юноши и девушки.
После праздничной литургии в церквях совершается обряд благословения молодожёнов. Если день Терендез выпадает на период Великого поста, то в церквях открывают завесы алтарей и служат открытую литургию.
Традиционно молодожёны и влюблённые прыгают через костёр, что символизирует единство перед вызовами, с которыми придётся столкнуться.

## Традиции праздника
Издавна главным атрибутом праздничного действа остаётся костёр, через который, взявшись за руки, прыгают влюблённые пары. Считается, что если им удаётся совершить прыжок не расцепляя рук, то их семья будет крепкой, а любовь вечной. Пока молодёжь совершает прыжки, люди постарше посыпают их семенами пшеницы и конопли, что также является своеобразным пожеланием благополучия в семейной жизни. Также, согласно армянским верованиям, пламя праздничного костра в этот день придаёт тем, кого «лизнёт», энергию обновления и благополучие в жизни.
Затем, следом за молодыми парами, через костёр прыгали бездетные женщины, надеясь, что пламя поможет им забеременеть, а потом и все остальные участники празднества. После чего, все брались за руки и водили своеобразный хоровод вокруг плодоносного огня.
Когда костёр гаснет, пепел собирают и рассыпают по полям, что, согласно армянским поверьям, должно принести хороший урожай будущей осенью.
В настоящее время костры разжигают реже, но те юноши и девушки, кто лишён возможности попрыгать через костёр, гуляют вечером по улицам городов, держа в руках стаканчики с зажжёнными свечами.

## Терендез в России
В некоторых городах Российской Федерации (Москва, Рязань, Красноярск) тоже отмечают Терендез.